# Glogovac
Glogovac (v srbské cyrilici Глоговац, albánsky  Gllogoc, nebo také Drenas) је město v centrální části Kosova, nedaleko Prištiny (30 km daleko). Administrativně spadá pod Prištinský okruh. V roce 2011 mělo město 6143 obyvatel.
Město se nachází v údolí řeky Drenici, na silničním a železničním tahu mezi městy Kosovo Polje a Peć. Prochází přes něj železniční trať.
Město je také známé díky dolu a zpracovatelskému závodu na feronikl. Nikl se těží i v dolech v okolních obcích. Vybudování dolu umožnilo rozvoj původní obce do podoby menšího města po druhé světové válce; během období největšího rozvoje podnik zaměstnával až 1750 lidí.
Z Glogovace je původem i kosovskoalbánský politik Jakup Krasniqi.